# 瑞克和莫蒂：虛擬瑞境
《瑞克和莫蒂：虛擬瑞境》是款支持HTC Vive和Oculus Rift的虚拟现实游戏，由Owlchemy Labs开发并于2017年4月20日由Adult Swim Games发行到Microsoft Windows。游戏基于美国动画電視劇《瑞克和莫蒂》，該劇的主創之一賈斯汀·羅蘭德也一起合作开发此游戏。游戏之后也于2018年4月10日发行到PlayStation 4。

## 游戏玩法

玩家与周遭环境互动

玩家使用HTC Vive或Oculus Rift控制莫蒂·史密斯（Morty Smith，疯狂科学家瑞克·桑切斯的孙子）的复制人。瑞克制造复制人的目的是代替瑞克和莫蒂做洗衣和太空船修理等日常家务。瑞克给予了玩家一个手表，他会透过这个手表给玩家派出任务。玩家透过传送移动本身位置，同时也能使用尤西先生完成无法进行的杂务。

## 剧情
瑞克在仓库制造了孙子莫蒂的复制人，命令他洗衣服。复制人完成任务后，瑞克告诉复制人，他已经没有任何用处，并射死了他。复制人莫蒂来到了炼狱，但获得了回到仓库的机会。瑞克要求复制人捡起仓库外的仪器，但因复制人没有离开仓库的许可，他召唤出了会模仿复制人动作的尤西先生帮助他完成任务。瑞克之后得知仪器已经损坏。于是他要求再订购另一个，但必须先修复好电脑。新的仪器已送到，复制人莫蒂将其连接至皮搋子以拿回卡在马桶里的种子。
瑞克使用种子升级了他的太空船，但最终在外星球损坏。复制人莫蒂传送到现场，却被发现侵入星球。瑞克给复制人莫蒂撞上了枪支并在维修太空船的期间让他与银河联盟战斗。不过，复制人莫蒂被丢在星球上并被命名自杀。在炼狱中，复制人莫蒂决定再度回到仓库。瑞克命令他孵化出一颗在外星球找到的蛋。蛋孵出了一只婴儿外星人。瑞克回来后，他杀死了外星人并离开。
两只相似但相比特别巨大的外星生物出现并杀死了复制人莫蒂，莫蒂复活后成功杀死了该生物。瑞克再度杀死莫蒂并让他回到仓库后，两个瑞克出现并开始打架。莫蒂必须做出选择杀死哪个瑞克，活下来的瑞克之后会被真瑞克驾驶的太空船撞飞，瑞克之后因莫蒂手持武器而又杀死了他。莫蒂回到仓库后得知之前所遇到的事件都是为了结合种子和婴儿外星人的黏性物质并制作出终极洗衣液，完美地将衣服洗干净。

## 开发
《瑞克和莫蒂》的主創之一賈斯汀·羅蘭德邀请Owlchemy Labs的成员到他家玩游戏，他们之后便决定合作开发一款虚拟实境电子游戏。Owlchemy Labs将对白草稿以及由CEO亞歷克斯·施瓦茨（Alex Schwartz）录制的粗糙配音交给羅蘭德以作为最终结果的范本。

## 回响
根据汇总媒体Metacritic，《虚拟瑞境》所獲評價多為正面。
Destructoid的克里斯·卡特认为游戏是虚拟实境冒险游戏的完美典范。他赞赏了游戏中对玩家的幽默，也享受结局中打破第四面墙的场景。Game Informer的乔·朱巴则认为当游戏引用原作节目时效果最佳，并且偏离必须进行的任务时会更加有趣。IGN的喬恩·瑞安赞赏了益智游戏的利用节奏，“环境探索和偶尔的射击场”。玩家必须完成的任务也都很“有趣且令人愉快”，环境探索的方式被赞赏成了一个“很聪明的做法”。
相反的，卡特批评了游戏的优化，指出了有缺陷的控制问题、过长的讀取畫面以及“非常严重”的画面卡顿，这些都导致玩家必须重启游戏。裘德则投诉说指定任务有些单调乏味，且大致上让人失去了一些兴趣。
游戏在纽约游戏奖颁奖礼2018被Coney Island Dreamland Award提名为最佳虚拟实境游戏，以及2018年西南偏南（SXSW）遊戲獎頒獎禮的“年度VR游戏”。